# Luis Dottori
Luis Dottori (Buenos Aires, 1915-2003) fue un realizador plástico argentino. Poseía como pintor una extrema sensibilidad y compromiso social. Fiel en extremo a sus ideales, principios y valores, plasmó a través de centenares de dibujos y óleos su particular visión del mundo, a partir del barrio en el que pasó la mayor parte de su vida, Parque Chacabuco, sobre el bajo Flores.

## Biografía
Dottori estudió dibujo y composición con el maestro Antonio Sassone, pasando luego a formar parte de la Peña Pachacamac, del barrio de Boedo.
Fue asiduo concurrente a Salones oficiales y privados, especialmente en el interior del país. Entre estos últimos, merecen ser citados los de Santa Fe, Tandil, Miramar, San Francisco y Mar del Plata.
También fue jurado en certámenes organizados por instituciones de bien público, y a modo especial en los que intervenía niños. Precisamente ellos, los niños, y la gente humilde de las barriadas y villas, fueron temas recurrentes en toda su obra.
Además de sus participaciones en el Salón Nacional, a partir de 1941 intervino en innumerables exposiciones individuales y colectivas. Entre las primeras, se destacan las organizadas por las Galerías Rubinstein, Rosendo, siglo XXI, Nanini Barrera, 9 de julio, Suipacha, San Pedro Telmo, Renon, Cardel y Apia; por la Agrupación Impulso, por el Teatro del Pueblo, y por las Salas de Exposiciones del Concejo Deliberante de la Ciudad de Buenos Aires.
Su obra goza del benepláscito de muchos críticos de arte; entre ellos, de Aldo Galli, R. Tinelli, Eduardo Baliari, E. J. Colombres, Patricia Martínez Dufour, O. F. Haedo, y la de la revista "La actualidad en el arte".
Su nombre figura en el "Diccionario de Artistas Plásticos de la Argentina", de V. Gesualdo, A. Biblione y R. Santos, Editorial Inca, 1988.
Con motivo de una de sus presentaciones en el Concejo Deliberante de la Ciudad de Buenos Aires, Omar Pedroni, dijo:
"Hacer un alto para observar los trabajos de Luis Dottori no es un pasatiempo, ni una diversión. Es siempre un acto de arrojo que presume en el espectador el ejercicio de una libertad razonable, y la necesaria valentía para definirse frente a una sociedad que se apodera del hombre y lo envilece con un consumismo desenfrenado"

## Obras
Entre sus óleos, se destacan:
- "El barranco"
- "Paisaje febril"
- "Niños jugando"
- "Vieja esquina"
- "Chico del bajo" (en alusión a quienes iluminaron gran parte de sus retratos, los chicos pobres del Bajo Flores)
- "Cabeza de niño"
- "Mujer del barrio"
- "El Juancho"
- "La Mari - Polera verde"
- "Chico villero"
- "Grupo de mujeres"
- "La esquina rosada"
- "Cachín"

Entre sus dibujos:
- "Mercedes, artista del pueblo" (pastel)
- "La Mari- Polera roja"
- "El gorro azul" (pastel)
- "Mujeres y niños" (carbón)
- "Madre villera" (carbón)
- "El amigo Borella" (sepia)
- "Evocación de Julián" (sepia y pastel)
- "Figura" (sepia)